# 창원 유씨
창원유씨는 경상남도 창원시를 본관으로 하는 성씨로서 신라 아찬(阿湌)을 지낸 유삼재(兪三宰)를 시조로 하는 기계유씨(杞溪兪氏)에서 분관되었다. 기계유씨 13세 유숙손(兪叔孫)을 입향조(入鄕祖)로 삼고 있으나, 그 이하 3대의 세계(世系)가 불확실하기 때문에 동성동본이면서도 단일세계를 구성하지 못하고 할 수 없이 두 계통이 각각 기계유씨 16세를 1세로 삼아 세계를 이어가고 있다.
창원유씨는 처음으로 족보를 간행할 때(1726년) 세계가 보문각 직제학을 지낸 유섭(兪涉)의 계통(이하 직제학공파 또는 수원파)과 판도사 판서를 지낸 유연(兪演)의 계통(이하 판서공파 또는 천안파)으로 대별되어 있었으나. 그 선계를 밝혀내지 못한 상태에서 수원파 파시조인 유섭이 시조로 잘못 지칭되어 내려왔다. 그에 따라서 족보뿐만 아니라 모든 성씨의 세보를 엮어 놓은 책인 『만성보(萬姓譜』나, 『두산백과』, 『향토문화전자대전』 등을 통해 대내외적으로 창원유씨의 시조가 잘못 알려지게 되었다.
그러다가 1988년 9월 6일 수원과 천안 양파의 대표들이 여러 문헌에 의한 고증 결과에 근거하여 천안파는 판도사 판서공 유연을 시조로 모시고 분보(分譜)하기로 결의하였다. 이에 따라 양파가 각각 파시조를 시조로 모시는 양시조 체제가 공식화되었으며 족보도 각각 만들게 되었다.

## 유래

### 우리나라의 성씨 수용 과정
문헌에 의하면 고구려는 건국 초기인 1세기 무렵부터, 백제는 4세기 근초고왕 때부터, 신라는 6세기 진흥왕 때부터 성씨를 사용한 것으로 나타난다. 그러나 신라가 삼국을 통일하였기 때문에 고구려와 백제계의 성씨는 후대에 거의 계승되지 못하고, 신라계의 성씨를 중심으로 후삼국시대부터 한자 성이 보급되어 갔다.
신라가 한자 성을 수용하는 과정을 살펴보면, 왕실부터 시작해서 귀족으로 보급되어 갔다. 7세기 초부터 신라의 종성(宗姓: 왕실의 성)인 김씨·박씨가 ≪구당서≫·≪신당서≫에 나온다. 그 기록에 의하면 “임금은 김진평(金眞平)이며, 국인에는 김·박 양성이 많고 이성(異姓)끼리는 서로 혼인하지 않는다.”라든지, “왕의 성은 김씨, 귀인의 성은 박씨이며, 백성은 씨는 없고 이름만 있다.”라고 하였다.
한편, 신라 6성의 대두 시기를 보면 설씨는 삼국 말기, 이씨는 경덕왕 때, 정·손·배씨는 통일신라시대, 최씨는 신라 하대에 각각 나타난다. 그러므로 신라의 3성과 6성이 사용된 것은 7세기 이후이다.
이와 같이 신라는 7세기 초 왕실을 시작으로 7세기 후반부터 나당간의 문물교류가 활발해지면서 진골과 육두품 계층은 점차 성을 수용했으며, 또한 삼국통일(676년) 후 9주와 5소경에 왕경의 귀족을 정책적으로 이주시킨 결과 이미 성을 수용한 중앙의 귀족과 관료가 전국적으로 확산되어 갔다.

### 유(兪)씨 성의 수용 배경
유(兪)씨의 도시조는 신라 말엽에 6두품 신분으로서 아찬(阿湌)을 지낸 유삼재(兪三宰)이다. 그의 성명이 문헌상에는 나타나지 않지만 신라의 성 보급과정으로 볼 때, 그가 왕족(성골 및 진골) 다음의 가장 높은 6두품 귀족으로서 800년 전후의 인물로 추정되므로 성을 받아드렸을 가능성은 매우 높다.
더욱이 기계유씨 족보의 기록을 보면, 유삼재의 부인은 태종무열왕의 10세손인 군윤(軍尹) 김은의(金殷義)의 딸이었으며, 그에 따라 그의 아들 유면(兪冕)은 진골이 되어 진골만이 할 수 있는 네 번째 관등인 파진찬(波珍湌)을 지냈으므로 유삼재 가문의 성 수용은 거의 확실하다고 볼 수 있다.
한편 유삼재는 진한 12개 소국의 지배층의 후예로 추측되는데, 지금의 경주에 위치했던 사로국이 12개 소국을 통합하여 발전시킨 신라에서 대대로 최상 등급의 귀족 신분을 세습했을 것으로 추측된다. 앞서 살펴보았듯이 7세기 후반부터 진골과 육두품 계층은 성을 수용하기 시작했으므로, 유삼재의 선세(先世)에서 성을 수용했을 가능성도 있다. 그러나 그의 선세는 전혀 알 수 없으므로 논외로 할 수밖에 없다.
<신라의 신분제도와 관료체계>
도시조 유삼재의 신분과 관직을 이해하기 위해서는 신라의 신분 제도와 관료 체계인 골품 제도와 관등 제도를 알아보는 것이 필요하다.
신라는 골품 제도에 따라서 왕족(성골 및 진골), 귀족(4~6두품) 및 평민(1~3두품)으로 나누어 8등급으로 신분을 구분하는 한편, 관료체계는 관등제도에 따라서 17등급으로 나누었다. 골품제도의 정치적 기능 가운데서 가장 중요한 것은 일정한 관직에 오를 수 있는 자격을 규정한 관등(官等: 관직의 등급)에 대한 규제이다. 신라의 관등 제도는 골품 제도와 표리의 관계를 이루고 있었다.
520년(법흥왕 7년)에 정비된 신라의 관등제도는 골품제도와의 상관관계가 명확하게 드러나고 있다. 이에 의하면 진골은 최고 관등인 이벌찬(伊伐飡)까지 승진할 수가 있으나, 6두품은 제6관등인 아찬(阿飡)까지, 5두품은 제10관등인 대나마(大奈麻)까지, 4두품은 제12관등인 대사(大舍)까지로 승진의 한계가 정해져 있었다. 이와 같은 관등의 신분계급적인 네 구분은 자(紫)·비(緋)·청(靑)·황(黃)의 네 가지 복색의 구분과 일치하고 있다.
이와 같은 신분에 따른 관등 승진의 제한은 자연적으로 관직에 영향을 미쳤다. 〔그림〕에서 보는 바와 같이, 집사부(執事部)의 장관직인 중시(中侍, 뒤에 시중이라 개칭)나, 제1급 중앙행정관부인 여러 부(部, 또는 府)의 장관인 영(令)은 대아찬 이상이어야만 취임할 수 있었다. 결국 장관직은 진골 귀족의 독점물인 셈이었다.
[그림] 삽입 예정 - 신라의 골품제와 관등제
<도시조 유삼재의 관등과 골품>
아찬은 17관등 중 여섯 번째 관등의 명칭으로서 오늘날의 차관급에 해당한다. 아찬은 진골과 6두품 귀족만이 할 수 있는 등급이며, 6두품이 오를 수 있는 상한 등급이다. 따라서 유씨(兪氏)의 도시조 유삼재가 왕족을 제외한 최고의 귀족인 6두품 신분이었음을 알 수 있다. 진골 바로 다음가는 6두품은 득난(得難)이라고 불린 데서도 알 수 있듯이, 좀처럼 차지하기 어려운 신분이었다.이 신분에 속한 사람들은 진한 12개 소국을 통합하여 신라를 건국한 사로국의  씨족장이었던 6촌장의 후예와 나머지 11개 소국의 지배층 후손들이었다. 그러나 이들은 진골이 아니기 때문에 골품에 따른 관직 제도의 규정상 주요 관청의 장이나 주요 군부대의 지휘관은 될 수 없었다. 이러한 골품제도는 결국 왕족의 일반귀족과 평민에 대한 지배권을 합법화하기 위한 제도적 장치였음을 알 수 있다.
이와 같이  철저한 계급적 신분사회인 신라에서 도시조 유삼재가 ‘득난’의 6두품이 될 수 있었던 것은 신라가 건국되었을 때부터 신분이 세습되었던 진한 사로국 이외의 11개 소국의 지배층의 후손이었기 때문이었을 것으로 추측된다.

### 기계유씨(杞溪兪氏)의 유래
유(兪)씨의 성이 받아들여진 것은 통일신라시대이지만, 본관이 처음으로 정해진 것은 고려 초기이다. 후삼국을 통일한 태조 왕건은 전국의 군현 명칭을 바꾸고 각읍의 지배세력인 향리층에게 성을 정해줌과 동시에 유이민(流移民)을 정착시켜 신분질서를 유지하고 효과적인 징세·조역(調役)을 위해서 본관제도를 실시했다.그에 따라서 당시 유삼재의 4세손인 호장(戶長) 유의신(兪義臣)이 세거하고 있던 기계현(杞溪縣)이 출신지역을 나타내는 본관으로 정해져서 기계유씨의 본관이 생겨난 것으로 추정된다.
당내(堂內: 8촌 이내 일가)나 문중과 같은 친족 조직 및 제사의 계승과 종족의 결합을 위한 종중규약인 종법(宗法)은 원래 중국의 봉건제도를 위한 것이었다. 중국의 종법이 우리나라에 전래된 것은 삼국시대 초기로서 백제의 온조왕과 신라의 남해차차웅 때의 기록에 시조의 묘(廟)를 세워 제사를 지냈다고 한다. 그러나 중국의 종법이 우리나라에서 보다 구체적으로 일반화한 것은 고려 후기 주자학이 전래되고 나서이다.
그러나 대부분의 명문가가 족계(族契) 혹은 종계(宗契)로 불리는 친족 조직을 창설하고, 자신들의 현조(顯祖)를 내세워 가문의 위세를 드러내기 위하여 족보를 간행하기 시작한 것은 17세기 초중반부터이다. 족보를 간행하면서 가문의 위세를 과시하기 위해서 가급적 멀고 이름난 조상을 시조로 정하고 그에 따라 세계를 편성했다. 이러한 족계나 종계가 족보의 간행을 계기로 오늘과 같은 종중(宗中) 조직으로 발전되었다.
이러한 사회적 배경 속에서 기계유씨는 1645년(인조 23년) 족보를 간행하면서 처음 기계를 본관으로 받아들였던 유의신의 4대조인 유삼재를 기계유씨의 시조로 정한 것으로 추정된다.  이와 같이 시조는 후손들이 족보를 만들면서 될 수 있는 대로  먼 조상을 추대하여 정했지만, 본관은 후손들이 정한 것이 아니라 고려시대 초기 실시된 본관제도에 의하여 정해져서 후손들에게 계승되었으며, 성씨에 따라서는 행정 지명의 개칭으로 바뀌기도 했다.

### 유(兪)씨의 분관 현황
기계유씨의 본관이 처음 정해지고 나서 그 후손 가운데 일부가 여러 곳으로 이주하여 정착한 거주지를 본관으로 편호(編戶, 호적을 편성하는 것)함에 따라  분관(分貫, 본관이 갈리는 것)이 이루어지게 되었다. 즉, 후손의 일파가 이주한 곳이 새 본관이 되었다.
「별본기계유씨세계」 및「기계유씨세계초」 상에는 10세 때 천녕을 필두로 13세 때 장사, 15세 때 무안 및 강진, 16세 때 창원이 각각 분관한 것으로 나타나있다. 다만 창원은 16세가 아니라 13세 때 분관한 것으로 추정된다.
우리나라 유(兪)씨의 본관 수는 2000년도 기준으로 32개이나, 탐진(耽津) 유씨가 2017년 기계 유씨의 세계로 편입했기 때문에 31개가 현존한다. 그 가운데 유래를 알 수 있는 것은 탐진을 제외하면 기계, 강진(康津), 고령(高靈), 무안(務安), 인동(仁同), 장사(長沙), 창원(昌原), 천녕(川寧) 등 8개뿐이다. 다음 표는 유(兪)씨 본관별 인구 현황이다. 2000년 기준으로 인구 순위는 전국 286 성씨 중 40위이다.
| 번호 | 본관 | 가구(호) | 인구(명) | 비율(%) | 번호 | 본관 | 가구(호) | 인구(명) | 비율(%) |
| ---- | ---- | -------- | -------- | ------- | ---- | ---- | -------- | -------- | ------- |
| 계   |      | 54,953   | 178,209  | 100.0   | 18   | 김해 | 216      | 666      | 0.4     |
| 1    | 기계 | 34,984   | 113,430  | 63.6    | 19   | 천녕 | 188      | 658      | 0.4     |
| 2    | 경주 | 2,905    | 9,502    | 5.3     | 20   | 안성 | 191      | 616      | 0.3     |
| 3    | 고흥 | 2,836    | 9,131    | 5.1     | 21   | 단양 | 171      | 565      | 0.3     |
| 4    | 창원 | 2,442    | 8,007    | 4.5     | 22   | 달성 | 180      | 545      | 0.3     |
| 5    | 진주 | 2,477    | 7,789    | 4.4     | 23   | 금산 | 147      | 471      | 0.3     |
| 6    | 무안 | 2,092    | 6,629    | 3.7     | 24   | 광주 | 149      | 467      | 0.3     |
| 7    | 강원 | 1,501    | 4,871    | 2.7     | 25   | 남원 | 144      | 461      | 0.3     |
| 8    | 풍산 | 737      | 2,292    | 1.3     | 26   | 청주 | 128      | 438      | 0.2     |
| 9    | 강진 | 467      | 1,589    | 0.9     | 27   | 해주 | 123      | 428      | 0.2     |
| 10   | 인동 | 452      | 1,514    | 0.8     | 28   | 장사 | 107      | 349      | 0.2     |
| 11   | 파평 | 438      | 1,508    | 0.8     | 29   | 상주 | 105      | 344      | 0.2     |
| 12   | 강화 | 372      | 1,117    | 0.6     | 30   | 예산 | 93       | 341      | 0.2     |
| 13   | 하회 | 307      | 1,128    | 0.6     | 31   | 탐진 | 32       | 83       | -       |
| 14   | 부안 | 241      | 795      | 0.4     | 32   | 사천 | 2        | 5        | -       |
| 15   | 공주 | 233      | 758      | 0.4     |      | 기타 | 7        | 41       | -       |
| 16   | 고령 | 238      | 735      | 0.4     |      | 미상 | 31       | 173      | 0.1     |
| 17   | 밀양 | 216      | 701      | 0.4     |      |      |          |          |         |

### 창원유씨(昌原兪氏)의 유래
창원유씨는 기계 12세 유신(兪愼)의 네 아들 중에서 셋째인 유숙손(兪叔孫)이 합포현으로 이주하여 정착했다가 기계 14‧15세 때 중앙관료로 진출하여 개경에 살고 있는 동안에 합포현이 1282년(고려 충렬왕 8년) 회원현으로 개칭되면서 본관을 회원으로 편호(編戶: 호적을 편성함)했던 것으로 추정된다. 그 후 1408년(조선 태종 8년) 의창현과 회원현을 합하여 창원부를 설치함에 따라서 본관을 다시 창원으로 편호함으로써 창원 유씨가 유래된 것으로 추정된다.
『세종실록지리지』에 15세기에 존재한 전국의 성의 종류와 본관의 수가 기록되어 있는데, 창원 지역의 경우 창원 도호부조에 의창과 회원으로 각각 나누어 성씨가 나타난다. 의창에는 토성(土姓)으로 공(孔)·황(黃)·박(朴)·현(玄) 등이 있고, 회원, 즉 현 마산 지역에는 토성으로 감(甘)·유(兪)·정(鄭)이 있다고 기록되어 있다. 그러나 14세기 이전의 성관(姓貫)의 종류에 관한 기록이 없으므로 본관을 합포로 편호하여 합포유씨를 거쳤었는지 여부는 파악되지 않는다.
유사한 사례로 창원황씨는 시조를 달리하는 3파가 있는데, 그 중에서 공희공파와 시중공파의 본래 본관은 각각 회원과 의창이었으나 의창과 회원이 창원으로 합쳐진 후 본관을 창원으로 바꾸었다.

## 시조와 인물

### 직제학공파(수원파)
직제학공파(直提學公派)의 시조는 고려 말인 14세기 전반(추정)에 보문각 직제학(정4품)을 지낸 유섭(兪涉)이이다. 보문각은 고려 시대 경연(經筵)과 장서(藏書)를 맡아 보는 관청이었으며, 직제학은 고려시대 예문관(藝文館)·보문각(寶文閣)·우문관(右文館)·진현관(進賢館) 등에 속한 정4품 벼슬이었다.
유섭의 선계가 나타나있는 문헌은 『기계유씨 6차보』(1914)의 ⌜별본기계유씨세계⌟와 『창원유씨 6차보』(1933년)의 ⌜정로초록⌟뿐인데, 후자는 기계유씨 시조가 유의신(兪義臣)으로 기록되어있고, 유섭이 유여눌(兪汝訥)의 6세손으로 기록되어 있는 등 내용이 상이하다.
⌜별본기계유씨세계⌟에는 ‘기계 13세 (삼자) 숙손(叔孫) - 기계 14세 여양(汝讓) - 기계 15세 득주(得珠) - 기계 16세 섭(涉)’과 같이 세계가 나타나있다. 유섭의 선세 3대는 신상기록이 없고, 유섭은 ‘문과 보문각직제학 봉창원군 창원유씨 시조(文科 普文閣直提學 封昌原君 昌原兪氏 始祖)라고 기록되어 있으나, 봉군할 때 칭호는 본관이나 연고지의 지명을 썼는데 창원부가 설치된 것은 조선시대인 1408년(태종 8년)이므로 창원군에 봉하여졌다는 것은 허위사실임이 명백하다. 또한 보문각 직제학은 정4품이므로 봉군될 수 있는 품계도 아니다. 그럼에도 불구하고 ⌜별본기계유씨세계⌟는 기계유씨와 창원유씨의 세계가 연결되어있는 유일한 문헌이므로 참고할 수밖에 없다.
직제학공파의 고려시대 인물로는 시조의 아들로서 정당문학(종2품)을 지낸 경(冏)이 있다. 그리고 조선 시대의 대표적인 인물로는 인조 때 학자로 첨지중추사(정3품)를 지낸 해(瀣), 숙종 때 호조참판(종2품)·개성유수(정2품) 등을 역임한 창(瑒), 창의 아들로 숙종 때 강원도·전라도·함경도관찰사(종2품)를 거쳐 병조·형조판서(정2품)를 역임한 득일(得一), 숙종 때 장령·회양부사(淮陽府使, 종3품)를 지낸 신일(信一), 효행으로 이름이 높은 회일(晦一), 경종 때 형조·공조판서를 지내고 기로소(耆老所)에 들어간 집일(集一), 영조 때 노론의 한 사람인 함경도관찰공조참판‧사헌부대사헌(종2품) 등을 지낸 숭(崇) 등이 있다.

### 판서공파(천안파)
판서공파(判書公派)의 시조는 고려 말인 14세기 전반(추정)에 판도사 판서(정3품)를 지낸 유연(兪演)이다. 판도사는 고려 후기에 호구(戶口)·공부(貢賦)·전량(錢糧)에 관한 일을 관장하던 중앙관청이다. 275년(충렬왕 1년)에 원나라의 간섭으로 상서육부(尙書六部)를 4사(司)로 축소·격하하는 과정에서 상서호부(尙書戶部)를 판도사(版圖司)로 고쳤으며, 거듭 5차례 더 고쳤다가 1389년(공양왕 1년)에 호조(戶曹)로 고쳤다.
유연과 그의 선계는 ⌜별본기계유씨세계⌟와 ⌜정로초록⌟에 기록되어 있지 않다.  다만 1726년 개간된 창원유씨족보에서 천안·수원 양파의 세계를 비교해보면 유섭과 유연이 같은 항렬임을 알 수가 있으나, 친족관계는 미지(未知)이다.
⌜별본기계유씨세계⌟에 유섭의 선계가 기계 13세 숙손(叔孫) - 기계 14세 여양(汝讓) - 기계 15세 득주(得珠) - 기계 16세 섭(涉)’과 같이 기재되어 있으므로 유섭과 유연은 6촌 이내의 친족으로 것으로 추정하고 있다. 그러나 6촌 간인지 4촌 간인지 아니면 2촌 간인지는 더 이상은 고증할 수 없으며 친조부와 친부의 휘자(諱字)을 모르므로, 세 가지 경우를 포괄할 수 있게  유연의 선계를 ‘기계 13세 숙손(叔孫) - 기계 14세 여ㅇ(汝ㅇ) - 기계 15세 득ㅇ(得ㅇ) - 기계 16세 연(演)’과 같이 표기하여  아래 그림처럼 세계도에 나타내고 있다. 즉 유연의 조부와 부는 미상이다.
이와 같이 양시조의 선계가 추정되지만, 유숙손은  본관지에 처음으로 정착했으나 신상기록이 전혀 없어서 단일 시조로 추대하는 것은 곤란하므로 입향조(入鄕祖)로 호칭하여 창원유씨의 기원(起源)으로 삼고 있다.
| 기계 13세           | 기계 14세  | 기계 15세  | 기계 16세 = 창원 1세   |
| ------------------- | ---------- | ---------- | ---------------------- |
| 叔孫(숙손) - 입향조 | 汝讓(여양) | 得珠(득주) | 涉(섭) - 직제공파 시조 |
|                     | 汝ㅇ(여ㅇ) | 得ㅇ(득ㅇ) | 演(연) - 판서공파 시조 |

판서공파의 고려시대 인물로는 시조의 아들로서 좌부대언(정3품)을 지낸 찬(瓚)이  있다. 그리고 조선시대 인물로는 효자로 이름난 형조 정랑(정5품) 언겸(彦謙)이 가장 먼저 거명된다. 그는 중종 때 뛰어난 효행으로 관직과 효자  정문(旌門)을 받았고, 명종 때 염근리(廉謹吏)에 선정되었으며, 죽고 나서는 청백리에 녹선(錄選)되었다. 그는 어머니의 상을 당하여 3년간의 시묘(侍墓)를 마치고 나서,  연이어 아버지가 일찍 돌아갔기 때문에 미처 입지 못한 삼년복을 입고 시묘를 마저 마쳤다. 또한 그의 큰 아들 경인(京仁)과 큰 손자 명립(命立)도 지극한 효행으로 관직과 효자 정문을 받았다. 거기다가 그의 첩 칠비(七非)는 열녀 정문을 받았다. 이들을 기리는 창원유씨 4위 정려가 충남 천안시 풍세면 남관리 공사동 입구에 세워져 있다. 다음은 그의 묘갈명의 한 구절이다.
“아! 한 고을과 한 마을에서 한 사람의 효행이 천거되는 것도 아직은 혹시 있다하더라도 드문 일인데, 한 집안 내에서 효행과 청렴으로 시골에서 천거된 자가 할아버지‧아들‧손자 3세인 것은 역시 우리나라에서도 아직 없었다. 또한 첩이 하종(下從: 아내가 죽은 남편의 뒤를 따라 스스로 목숨을 끊음)한 것은 그 안방을 감화시켰다는 증거이니, 아! 아름답구나.”
그는 한 겨울에 어머니가 목에 질환이 나서 생배를 그리워하자 한밤 중 멀리 있는 절에 가서 배를 구해다가 어머니의 갈증을 풀어 드렸다. 이때 밤길을 오가는데 호랑이가 뒤따르며 호위를 했다. 그리고 어머니의 대상을 마치고 나서 어릴 때 돌아가신 아버지의 상을 추복(追服)하고 초상 때와 똑같이 함으로써 앞뒤로 거듭 육년 동안 시묘를 하며 부모의 죽음을 슬퍼했다. 시묘 내내 호랑이 두 마리가 와서 음식도 함께 먹으며 여막을 보호해 주었다. 이와 같은 동야구이(冬夜求梨), 육년시묘(六年侍墓), 호호효행(虎護孝行) 등의 효행 이야기는 중국의 ⟪이십사효(二十四孝⟫의 효행고사보다 뛰어나고 색다르다.
그밖에 인물로는 한성부 좌윤(종2품) 및 오위도총부 부총관(종2품)을 지낸 세렴(世廉), 호조 참판(종2품) 및 동지의금부사(종2품)를 지낸 후양(後揚), 동지중추부사(종2품)를 지낸 응채(應采) 등이 있다.
[그림] 삽입 예정 - 창원유씨 4위 정려

### 기타(창원파 및 성주 도절제사공파)
앞에서 설명한 바와 같이 창원유씨 세계는 크게 수원의 직제공파와 천안의 판서공파 양대(兩大) 계파로 구성되어 있는데, 창원파와 성주의 도절제사공파는 선계가 불분명하여 직제공파의 세보에 별보(別譜)로 수록되어 있다.

## 항렬
창원유씨개간보(1726년)에는 직제학공파는 15세까지, 판서공파는 16세 일부까지 기재되어 있는데, 항렬자(行列字) 예정도를 만들어서 작명에 활용하기 시작한 것은 제2차 수원파세보(1781) 이후이다.  그에 따라서 족보상에 항렬자가 오행법(五行法)에 의해 규칙적으로 쓰여진 것은 직제공파는 17세부터이고, 판서공파는 18세부터이다.
판서공파는 이름 자의 선택 폭을 넓히기 위해 23세부터 항렬자를 두 자로 정하고 있으며, 직제공파의 지파의 하나인 성주파 및 성주의 도절제사공파는 독자적인 항렬자를 쓰고 있다.
| 구분       | 17세      | 18세           | 19세           | 20세 | 21세      | 22세 | 23세      | 24세      | 25세      | 26세      |
| ---------- | --------- | -------------- | -------------- | ---- | --------- | ---- | --------- | --------- | --------- | --------- |
| 직제학공파 | 鉉ㅇ ㅇ原 | ㅇ源 達ㅇ 昌ㅇ | 相ㅇ           | 炳ㅇ | ㅇ老      | ㅇ鎭 | 泰ㅇ      | ㅇ東      | 熙ㅇ      | ㅇ埰      |
| 판서공파   | ㅇ善 ㅇ源 | 永ㅇ ㅇ源      | 相ㅇ ㅇ植 ㅇ相 | 炳ㅇ | ㅇ老 ㅇ基 | 鎭ㅇ | ㅇ濬 ㅇ泰 | 東ㅇ 桂ㅇ | ㅇ熙 ㅇ然 | 埈ㅇ 在ㅇ |

| 구분       | 27세      | 28세      | 29세      | 30세      | 31세      | 32세      | 33세      | 34세      | 35세      |
| ---------- | --------- | --------- | --------- | --------- | --------- | --------- | --------- | --------- | --------- |
| 직제학공파 | 錫ㅇ      | ㅇ承      | 杞ㅇ      | ㅇ烈      | 在ㅇ      | ㅇ鎬      | 永ㅇ      | ㅇ植      | 然ㅇ      |
| 판서공파   | ㅇ錫 ㅇ鉉 | 承ㅇ 永ㅇ | ㅇ杰 ㅇ根 | 燦ㅇ 炅ㅇ | ㅇ在 ㅇ圭 | 鐘ㅇ 錦ㅇ | ㅇ泳 ㅇ源 | 榮ㅇ 林ㅇ | ㅇ燮 ㅇ煜 |

## 발자취
창원 유씨의 발자취를 추적하기 위해 족보상의 인물정보와 묘지 소재지를 바탕으로 선계 및 상계 조상들의 이주 경로를 분석했다.
고려 말엽인 1200년대 전반쯤 기계 유씨 13세인 유숙손이 기계현을 떠나 합포현에 입향한 다음, 기계 14‧15세 때 귀족관료(5품 이상의 관료)로 진출함에 따라 개경로 이주한 것으로 추정된다. 개경에서 6‧7대를 세거하다가 고려가 멸망하면서 수원파는 창원 5세 때 수원부(현 경기도 화성군 정남면 내리 사동)로 낙향했고, 천안파는 창원 6세 때 천안군(현 천안시 동남구 풍세면 남관리 공사동)으로 낙향하여 정착한 것으로 추정된다.
도절제사공파는 수원파인지 천안파인지가 분명하지 않은데, 자체 1세(창원 5세 해당 추정) 때 금산군(현 김천시)에 낙향한 후 8세 때 성주목(현 경북 성주군 벽진면 봉계리 정곡)으로 이주하여 정착한 것으로 추정된다.
수원파의 지파이나 세계가 별도로 작성되어 있는 창원파는 1~4세는 수원파와 동일한데, 5세 때 창원부로 낙향하여 정착한 것으로 추정된다. 창원파는 제2차 수원파세보(1781년)에 14세 및 15세 일부까지 등재한 후 아직까지 두절된 상태이다. 족보에서 12세까지의 묘소의 위치를 볼 때 [그림]과 같이 경상남도 창원시 의창구 사화동 등명산(속명 등매산) 부근에 세거했던 것으로 추정된다. 하지만 그곳이 창원유씨의 입향조가 정착했었던 곳인지는 알 수가 없다.
한편 사화동은 1974년에 시작된 창원공업단지 및 신시가지 조성에 포함된 구역이었기 때문에 창원파가 그때까지 세거를 했다하더라도 어차피 보상을 받고 이주해서 흩어졌겠지만, 그보다 훨씬 이전에 세파를 이겨내지 못하고 문중이 해산된 것으로 보인다.
[그림] 삽입 예정 - 창원파 추정 세거지
안타깝게도 본관지에는 오래 전부터 후손도 살고 있지 않고 유적은 커녕 흔적조차도 남아있지 않다. 합포현에 입향하여 산 것도 고작 2대 정도이니 입향조의 유허는 말할 것도 없고, 두 시조의 묘마저도 개경에 있다고 전해질 뿐이니 창원에 가더라도 본관지라는 것을 실감할 수 있는 것이 아무것도 없는 실정이다.

## 참고사항
참고1. 중국이 기원전 3세기에 진(秦)나라와 한(漢)나라에 의해서 통일되자, 중국 동북지방의 동이족들은 대부분 중국인으로 동화되었으나, 지배층들은 무리를 지어 고조선과 삼한으로 망명해 왔다.[출처:『다시 찾는 우리역사』(한영우, 경세원), 73쪽] 기원전 2세기말에 기자조선이 연나라에서 망명해 온 위만에게 망하자, 준왕(準王)을 비롯한 고조선의 망명객들이 대거 남쪽으로 내려오고, 다시 기원전 2세기 초에 위만조선이 한(漢)에게 망하면서 그 지배층이 대거 남하하면서 진국(辰國)의 사회발전이 촉진되어 삼한(三韓)이 형성되었다. 경기, 충청, 전라도 지방을 관할한 것은 마한으로서 기자조선 망명인이 정권을 장악한 것으로 보인다. 경상북도 낙동강 유역과 경주지역에는 위만조선의 지배층이 대거 남하하여 진한을 형성했다.[출처:『다시 찾는 우리역사』(한영우, 경세원), 91쪽]
중국사서에는 오로지 사로국의 국명만 소개되었을 뿐이므로, 사로국의 건국과 초기사에 대해서는 전적으로 『삼국사기』에 의지할 수밖에 없다. 그러나 일찍부터 일본의 사학자들을 필두로 국내의 일부 사학자들이 『삼국사기』 초기 기록에 대한 불신론에 입각해 사로국 형성 기반인 육촌의 실재를 불신하거나 건국 기년인 서기전 57년을 후대의 조작으로 이해했다. 그러나 경주 일대에서 조영된 서기전 2세기대의 구정동, 입실리, 죽동리 유적들과 서기전 2세기말 ~1세기 초 전후로 비정(比定)되는 황성동, 조양동, 덕천리 등의 널무덤[목관묘] 유적들이 서북한 지역의 고조선 문화와 연계된다. 그런 까닭에 기원전 위만조선의 성립과 멸망 그리고 한사군 설치 이후 한(漢)의 지배를 피해 여러 차례에 걸쳐 남하한 조선 유민들이 경주 일대에 정착하는 와중에 사로국이 건국되었음은 사실인 듯 하다. 그런 까닭에 후대 신라인들은 자신들의 국가 기원이 조선 유민에 의해 비롯되었음을 알고 있었으므로, 신라의 불분명한 건국 기년을 조선 멸망 이후 최초의 갑자년인 서기전 57년으로 설정하였던 것이다. [출처: [네이버 지식백과] 사로국 [Saro-State, 斯盧國] (한국민족문화대백과, 한국학중앙연구원)]
참고2. 유씨(兪氏)의 본관은 조선시대 편찬된 『증보문헌비고(增補文獻備考)』에 98개로 전하지만, 이것은 향·소·부곡 등과 같은 고려시대의 특수 행정구역에 의해 정해진 본관들이 포함된 숫자이다.
조선시대에 들어와서 향·소·부곡 등의 임내(任內)의 승격과 소속의 변동, 행정구획의 개편과 폐합 등에 따라 15세기 말부터는 세분된 본관이 점차 주읍(主邑) 중심으로 통합되어 가는 추세에 있었다. 즉 촌과 향·소·부곡 등이 소속군현에 폐합되듯이, 종래의 촌성과 향성·소성·부곡성이 군현성에 흡수되어 갔고, 향·소·부곡과 독자적인 촌이 소멸되어 갔듯이, 그곳을 본관으로 했던 성씨가 이제는 당초의 본관을 버리고 소속 군현성에 흡수, 병합되어 갔다.
그 결과 15세기 지리지에 실려 있던 폐현·촌·향·소·부곡·처·장·역 등을 본관으로 했던 성씨는 대부분 소속 주읍성(主邑姓)에 흡수되거나 주읍을 새 본관으로 개정하게 되고, 15세기까지 존재했던 임내성(任內姓)의 본관은 대부분 사문화(死文化)되었다. 이에 따라서 조선시대에는 각 성씨의 본관의 수가 대폭으로 줄어들었다.
참고3. 고려 시대에 관료로 출세하여 귀족(5품 이상)이 되면 직계가족은 모두 개경으로 이주가 가능했으며, 개경 이주 후에도 본관지와 연결되어 있었다. 귀족관료는 보통 개경과 그 일대에 거주했고 개경 근처에 가묘를 두기 위해 노력했다. 유배의 일종으로 개경에서의 거주권을 박탈하여 자신의 본관지로 돌아가도록 하는 귀향형이 있었다. [출처: [네이버 블로그] 고려시대의 신분의식에 대해 알아보도록 해요]
참고4. 사화동(沙火洞)의 어원을 밝혀 보면 ‘사(沙)’는 동쪽을 뜻하는 ‘사’의 차자(借字)로 보이며, ‘화(火)’는 갯벌을 뜻하는 ‘벌’의 차자로 보인다. 즉 『신증동국여지승람(新增東國輿地勝覽)』에 “신라의 지명에 화(火)라 칭하는 것이 많은데 화는 불(弗)이 변해 그렇게 된 것이다.”라는 기록으로 미루어 사화리는 동쪽 갯벌에 형성된 마을이라는 의미로 붙여진 명칭으로 보인다.“   따라서 사화촌‧사화리가 의창현이 아니라 골포현‧합포현‧회원현에 속한 지역이었음을 알 수 있다./끝.
1. ↑  마을에 처음으로 정착한 각 성씨의 조상
2. ↑  출처: 『창원유씨월산공파세보』(2020), 83쪽,「기계유씨의 선대세계와 창원유씨가 분파한 세계도. 및 창원유씨대종회, 『창원유씨대동보』 상권(보전출판사, 1989), 21쪽,「기계유씨세계초」.
3. ↑  창원유씨 개간보(1726년)의 서문은 수원파 12세 참판공 추담(秋潭) 유창(兪瑒)이 썼는데, 다음과 같이 아무런 근거나 설명도 없이 시조(서문에는 '중시조'라고 썼음)를 지칭했다. "…고려 말년에 보문각 직제학 휘 섭(涉)이 계셨으니 이분이 곧 우리의 중시조로서, 직제학으로부터 봉상시정(奉上恃正)에 이르기까지 6대를 계속하여 과거로 이름을 나타냈고, 그전의 세계는 가승(家乘)을 상고해 보아도 알 수가 없으니, 이는 중간에 세변(世變)과 병화(兵火)를 겪어서 없어져서 전해지지 않는 것이 아닌가? 참으로 탄식스러운 일이다. …"  [출처: 창원유씨대종회, 『창원유씨대동보』 상권 (보전출판사, 1989), 103쪽, 111쪽]
4. ↑  출처: 창원유씨대종회, 『창원유씨대동보』 상권 (보전출판사, 1989), 28쪽. "…창원유씨의 창관(創貫)은 직제학공이나 판도판서공의 선세로 보아야 할 것이고 또 창원유씨 세계대수도 이 전제하에 고찰함이 미땅하다 할 것이다.…"
5. ↑  내영ㅇ을 보면, 『창원유씨족보』(1933년) 및 『창원유씨대동보(1989) 17쪽에 수록된  ⌜정로초록⌟ 을 바탕으로 하여 쓰여진 것으로 보인다.
6. ↑  출처: 창원유씨대종회, 『창원유씨대동보』 상권(보전출판사, 1989), 29쪽. 전재 출처: 창원유씨천안종친회, 『창원유씨천안종중보』(족보나라, 2019), 43쪽
7. ↑  참조: 『창원유씨월산공파세보』(2020), 27쪽. "범례 三. 수원, 천안 양파의 계보착오가 시정됨에 따라 창원유씨세계는 단일계통이 아니고 보문각직제학공 휘 「섭涉)」세계파(수원)와 판도판서공 휘「연(演)」세계파(천안) 이파로 대별하게 되었다. 문헌록과 자손록 등의 편집 배열 순서도 이에 연유하여 결정하였다."
8. ↑  출처: [네이버 지식백과] 성씨[姓氏](한국민족문화대백과사전)
9. ↑  출처: 기계유씨대종회, 『기계 유씨 대동보』 제1권 (기창족보사, 2017), 96쪽.
10. ↑  신라 때에, 국가 기밀과 정무(政務)를 맡아보던 최고의 행정 관아. 진덕 여왕 5년(651)에 품주(稟主)를 고친 것으로, 흥덕왕 4년(829)에 다시 집사성으로 고쳤다.
11. ↑  출처: [네이버 지식백과] 골품제도[骨品制度] (한국민족문화대백과, 한국학중앙연구원)
12. ↑  출처: [네이버 지식백과] 골품제도[骨品制度] (한국민족문화대백과, 한국학중앙연구원)
13. ↑  이수건은 이것을 토성분정(土姓分定) 정책이라고 했으며, 그 시기를 태조 23년(940년)경으로 추정했다. 『한국의 성씨와 족보』(이수건, 서울대학교 출판부), 110쪽 참조.
14. ↑  출처: [네이버 지식백과] 본관([本貫] (한국민족문화대백과, 한국학중앙연구원)
15. ↑  고려는 호적제도를 정비하면서 성이 없는 천민층까지도 호적에 출신지 지명을 본적으로 기입하도록 하였다. 당초에는 본관과 거주지가 대체로 일치하였으나, 지방 지배층 자제의 상경 종사(從仕)와 국가적인 사민(徙民) 및 유이민의 발생으로 인해 일치하지 않는 계층이 증가해갔다. 그에 따라 고려중기 이후에는 조선시대와 미찬가지로 오늘날의 본적과 같은 의미를 지니게 되었다.
16. ↑  출처: [네이버 지식백과]  종법[宗法](한국민족문화대백과사전)
17. ↑  필자는 아직 제도적으로 언제부터 이주 정착지로 편호할 수 있었는지를 알아내지 못했으나, 늦어도 고려 후기에는 본관지 밖의 지역으로 이주하는 사례가 늘어나고 유망민이 증가함에 따라 새로운 정착지로 본관을 편호할 수 있게 되었을 것으로 추측된다. 조선 시대 호적제도는 1428년(세종 10) 호구성급규정(戶口成給規定)과 호구식(戶口式)을 제정하면서 완비도었는데, 호적장부에 호(戶)의 거소지와 본관을 따로 기재하였다.
18. ↑  『기계유씨 6차보』(1914년도)에 수록있는데, 이 세계는 함남 이원군 동면 효우리 강성우(姜聖遇) 집에서 소장한 『만성보(萬姓譜)』에서 나온 것이라고 한다.
19. ↑  『창원유씨대동보』(1989)에서 「별본기계유씨세계」를 전재하면서 붙인 제목으로 내용은 동일하다.
20. ↑  참조: 『창원유씨월산공파세보』(2020), 83쪽.「기계유씨의 선대세계와 창원유씨가 분파한 세계도」
21. ↑  출처: 기계유씨대종회[깨진 링크(과거 내용 찾기)] 홈페이지
22. ↑  출처: [네이버 지식백과] 성씨(한국향토문화전자대전)
23. ↑  출처: [네이버 지식백과] 창원유씨(두산백과)
24. ↑  출처: 『창원유씨대동보』(1989년), 193쪽.
25. ↑  출처: 기계유씨종친회 홈페이지
26. ↑  출처: [네이버 지식백과] 사화동 [沙火洞] (한국향토문화전자대전)